# Yokoyama Ryūichi

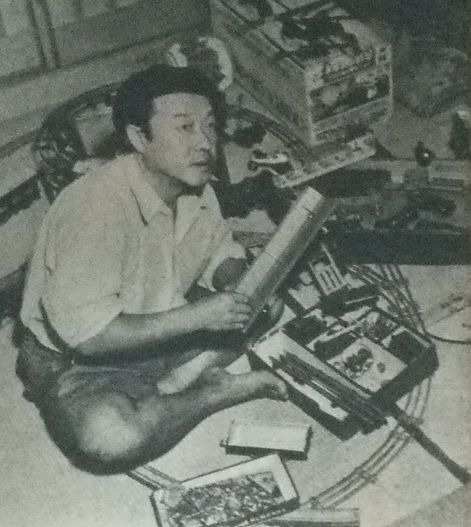
Yokoyama Ryuichi im Jahr 1950

Yokoyama Ryūichi (japanisch 横山 隆一; * 17. Mai 1909 in Kōchi, Präfektur Kōchi; † 8. November 2001) war ein japanischer Mangaka und Zeichentrickregisseur. Die von ihm seit den 1930ern sehr erfolgreich geschaffenen Serien waren Yonkoma-Manga, die also als vierteilige Comicstrips erschienen.

## Leben
Die von Yokoyama ab 1936 geschaffene Serie Edokko Ken-chan hatte schnell großen Erfolg und war der erste Manga, der als Realfilm adaptiert wurde (1937). Noch im gleichen Jahr kam der Ableger Fuku-chan heraus, der der populärste Manga seiner Zeit wurde und Einfluss auf einige andere Zeichner hatte, darunter Osamu Tezuka. Er erschien von 1936 bis 1971 in 5534 Strips in der Tageszeitung Mainichi Shimbun und ist damit einer der langläufigsten japanischen Comicstrips. Im Mittelpunkt der Geschichten stehen der kleine Junge Fukuo „Fuku-chan“ Fuchida und seine Erlebnisse im Kindergarten und mit seiner Familie. Der Manga wurde von 1982 bis 1984 als 71-teilige Anime-Fernsehserie umgesetzt. Die Figur wurde im Zweiten Weltkrieg für Propaganda eingesetzt, dabei in mehreren Animes verfilmt, wobei Yokoyama an den Produktionen nur wenig beteiligt war. Nach dem Krieg wurde Fuku-chan noch das Maskottchen der Waseda-Universität.
Zu seinen anderen Comics zählen Densuke (デンスケ), das von 1949 bis 1955 in der Mainichi Shimbun erschien, und Peko-chan (ペ子ちゃん). Für Hyaku Baku (百馬鹿), das von 1968 bis 1970 im Manga-Magazin Manga Sunday herauskam, erhielt er 1979 den Preis der Vereinigung japanischer Comiczeichner. Mit dieser Auszeichnung wurde er 1992 für sein Lebenswerk erneut geehrt.
Begeistert von der Arbeit Disneys in den USA wollte Yokoyama nach dem Krieg ein eigenes Produktionsstudio aufbauen. Dafür investierte er aus seinem privaten, aus dem Erfolg als Mangaka nicht unerheblichen Vermögen. 1955 entstand daraus unter Yokoyamas Regie der Kurzfilm Onbu Okake (おんぶおばけ), der jedoch nur einmalig vor besonderem Publikum aufgeführt wurde. Im folgenden Jahr gründete Yokoyama mit Otogi Pro ein eigenes Studio. 1957 veröffentlichte dieses den Kurzfilm Fukusuke, der auf einem von Yokoyamas Büchern basierte. Yokoyamas Unternehmensführung und Regiearbeit wird jedoch von Zeitgenossen und Mitarbeitern als chaotisch beschrieben und die Produktionsarbeit als handwerklich orientiert. Mit dem erfahrenen Animator Maeda Hajime wurde die Arbeit besser organisiert, wobei Yokoyamas Rolle bei den Produktionen immer mehr in den Hintergrund trat, auch wenn er offiziell als Regisseur geführt wurde. Ab 1961 entstand bei Otogi Pro die erste Anime-Fernsehserie, Otogi Manga Calendar. 1970 folgte die 100-teilige Fernsehserie Dōbutsu-mura Monogatari (動物村ものがたり). Doch bereits bei der Produktion von Otogi Manga Calendar war Yokoyamas Engagement für Animationsfilme erschöpft und er wendete sich von der Branche ab, sie somit den ab 1963 aufstrebenden Studios überlassend.
Neben Comics schuf Yokoyama auch Essays, Skulpturen und Malereien. Sein jüngerer Bruder war Yokoyama Taizō. Yokoyama starb 2001 im Alter von 92 Jahren.

## Werke

### Bibliografie
- 1936: Edokko Ken-chan
- 1936–1971: Fuku-chan
- 1939: Chisana Sencho-san
- 1948–1949: Peko-chan
- 1949–1955: Densuke
- 1966: Yuki
- 1968–1970: Hyaku Baku
- 1972: Waga Yūgiteki Jinsei[6]
- 1979: Hyaku-baka

### Filmografie
- 1950: Peko-chan to Densuke
- 1955: Onbu-obake
- 1957: Fukusuke
- 1959: Hyotan suzume
- 1962: Otogi Manga Calendar (Fernsehserie)
- 1962: Otogi no Sekai Ryōko
- 1970: Dōbutsu-mura Monogatari (Fernsehserie)